# Ewen Vernal

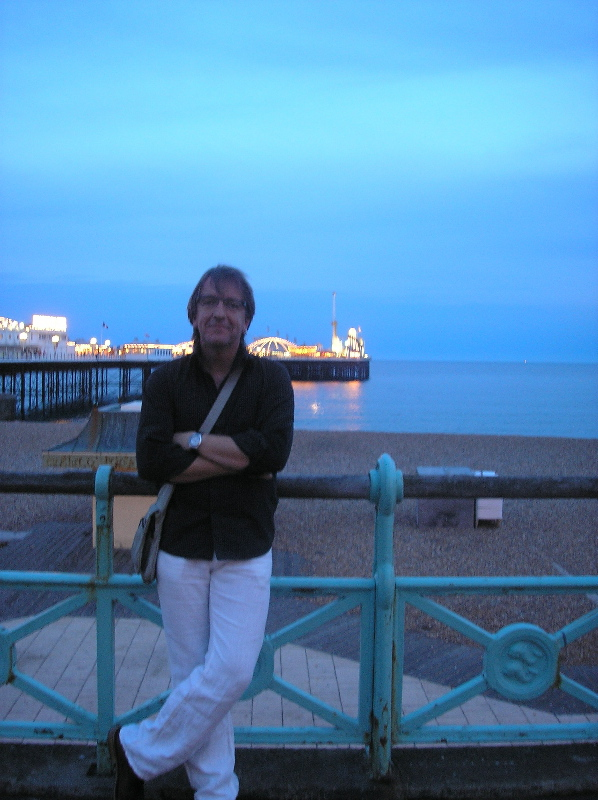
Ewen Vernal (2006)

Ewen Vernal (Glasgow, 1964) is een Schots muzikant.

## Jeugd
Vernal groeide op in een muzikaal gezin in Glasgow. Geïnspireerd door muzikale ouders (moeder zong en vader was koorleider en saxofonist), begon hij op zijn achtste met pianoles. Zangwedstrijden en lokale talentenjachten volgden. Maar pas toen Vernal in zijn tienerjaren een oude gitaar op zolder vond waar alleen nog maar een lage E-snaar op zat, kwam hij erachter dat de basgitaar "zijn instrument" was. Hij leerde mee te spelen met de baspartijen van zijn favoriete platen (Jaco Pastorius was een van zijn helden), en op zijn zestiende was hij volleerd bassist.

## Carrière
Begin jaren tachtig begon Vernal in verschillende Glasgowse bands en in jazzclubs door heel Schotland te spelen, totdat hij door de drummer van Deacon Blue werd overgehaald om bij de band te komen. Dit was in het najaar van 1986. De band had wereldwijde successen met meer dan 4 miljoen verkochte platen, twaalf top 40-singles in Groot-Brittannië, twee nummer 1-albums en internationale optredens. Vanaf 1997 speelde hij basgitaar en contrabas bij de folk/cross-overband Capercaillie.
Vernal heeft met veel grote sterren gespeeld, waaronder de Schotse progressive-rockzanger Fish, de Engelse folkzangeres Kate Rusby, de popjazzband Hue & Cry, maar ook Lou Reed, Michael Brecker, Mark Knopfler, Chris Rea, Little Richard, Brian McNeill, John McCusker en vele anderen.
Alhoewel zijn hart bij de jazzmuziek ligt, is hij een veelgevraagd muzikant in het popfolkcircuit. Hij woont sinds 2006 in Nederland.